# André Léonard
André Léonard (Jambes, 6 mei 1940) is een Belgisch filosoof, theoloog en katholiek geestelijke die van 2010 tot 2015 als André-Jozef Léonard de 20e aartsbisschop van Mechelen-Brussel en de vijfde primaat of metropoliet van België was. Daarvoor was hij als André-Mutien Léonard bisschop van Namen, en dat meer bepaald vanaf 1991 tot zijn aanstelling als aartsbisschop.

## Levensloop en kerkelijke carrière
Léonard is de jongste telg uit een familie van vier zonen (Jean, Pierre, Paul en André) die allen priester werden. Zijn vader sneuvelde tien dagen na zijn geboorte in de vijandelijkheden van de meidagen 1940, na de Duitse inval in België en vooral zijn oudste broer Jean had een grote invloed op hem tijdens zijn jeugdjaren. Zijn humaniora volgde hij aan het jezuïetencollege Notre-Dame de la Paix in Namen. In die periode was de deken van Jambes zijn geestelijk leidsman. Hij werd door André Marie Charue, de toenmalige bisschop van Namen, naar het seminarie Leo XIII in Leuven gestuurd, waar hij aan de Université catholique de Louvain (UCL) zijn licentiaatsdiploma in de filosofie behaalde. Hij zette zijn studies voort aan het Belgisch Pauselijk College in Rome, waar hij aan het Gregorianum licentiaat in de theologie werd.

### Priester
Léonard werd op 19 juli 1964 door bisschop Charue in Namen tot priester gewijd en keerde daarna terug naar Leuven, waar hij van 1966 tot 1974 als onderzoeker bij het FNRS werkte. In 1974 behaalde hij zijn doctoraatsdiploma in de filosofie met een thesis over de Duitse idealistische filosoof Hegel. In 1976 werd hij professor aan de UCL en in 1978 werd hij daarnaast voorzitter van het Sint-Paulusseminarie.
In 1980 werd hij gewoon hoogleraar en ontving hij de prijs "Scriptores Christiani" voor zijn werk Pensées des Hommes et Foi en Jésus-Christ. Pour un discernement intellectuel chrétien.
In 1987 werd hij lid van de Internationale Theologencommissie bij de Heilige Stoel.

### Bisschop van Namen
In 1991 volgde hij Robert-Joseph Mathen op als bisschop van Namen. Hij werd op 14 april 1991 tot bisschop gewijd door kardinaal Danneels samen met R.J. Mathen en bisschop Van Peteghem. Léonard is bevriend met voormalig paus Benedictus XVI. Hij voegde de naam Mutien toe aan zijn voornaam André na de heiligverklaring van broeder Mutien-Marie Wiaux op 10 december 1989. Zijn bisschopsleuze luidt "Veni, Domine Jesu!" (="Kom, Heer Jezus!"). Deze woorden komen uit de laatste woorden van de Bijbel (Apocalyps 22, 20), aan het einde van het boek van de Apocalyps. Het vers laat de oproep van de Kerk weerklinken in een antwoord op de aankondiging van de Heer. De Heer zegt aan zijn Kerk: “Ik kom weldra”, en de Kerk antwoordt: “Ja, kom!”
In 1999 mocht hij voor de Romeinse Curie de vastenretraite preken.
Als bisschop van Namen gaf hij een nieuwe richting aan het seminarie van het bisdom en in 2000 opende hij het seminarie Redemptoris Mater voor priesterkandidaten van de Neocatechumenale weg.
In juli 2001 nam hij samen met onder anderen toenmalig kardinaal Ratzinger deel aan het liturgisch congres dat in de abdij Notre-Dame de Fontgombault plaatsvond. Hij gaf enthousiast uitvoering aan het motu proprio Summorum Pontificum van 2007, waarin de Tridentijnse liturgie weer vrijgegeven werd.
Hoewel bisschop Léonards moedertaal het Frans is, spreekt en schrijft hij goed Nederlands en verzorgde hij van maart 2006 tot 2010 een column in het Katholiek Nieuwsblad. De bisschop staat bekend als een harde werker. Hij publiceert jaarlijks een boekwerk, onder meer een tot boek omgewerkte cursus metafysica die hij vroeger gaf aan de UCL, en is regelmatig te horen op de radio, via het RCF-netwerk (Radios Chrétiennes Francophones, in Franstalig België en Frankrijk) en RTCB (Radio et Télévision Catholique Belge), dat naast radioprogramma’s ook tv-uitzendingen op de openbare Franstalige omroep RTBF verzorgt.
Tussen zijn benoeming als aartsbisschop van Mechelen-Brussel en de benoeming van Rémy Vancottem tot nieuwe bisschop van Namen fungeerde kanunnik Jean-Marie Huet als administrator van het bisdom Namen.

### Aartsbisschop van Mechelen-Brussel

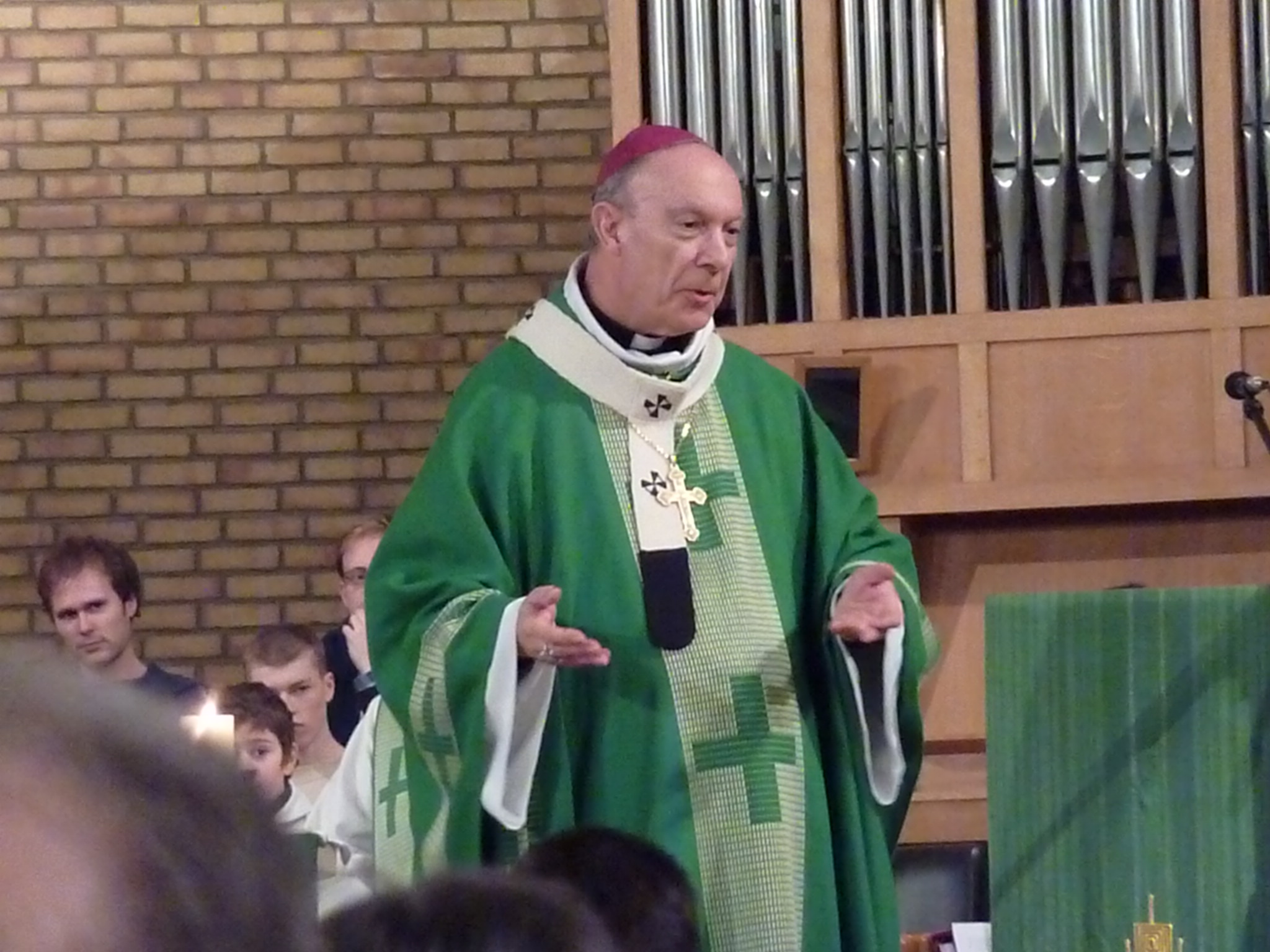
André-Jozef Léonard op bezoek in de parochie Terbank Heverlee in februari 2012

Op 13 januari 2010 meldde de website van de Kerk in Vlaanderen dat volgens de Italiaanse journalist Andrea Tornielli de toen 69-jarige Léonard door paus Benedictus XVI aangesteld zou worden als aartsbisschop van Mechelen-Brussel en primaat van België, in opvolging van kardinaal Godfried Danneels. Het nieuws van zijn aanstelling werd op maandag 18 januari officieel via de pauselijke nuntius bevestigd. Paus Benedictus XVI stelde hem tevens aan als nieuwe legerbisschop. Als aartsbisschop werd hij de nieuwe grootkanselier van de Katholieke Universiteit Leuven (K.U.Leuven) en de UCL. Kort na zijn benoeming verklaarde Léonard dat hij de naam André-Jozef zou aannemen als aartsbisschop. Sint-Jozef is de patroonheilige van België, en Léonard wilde hiermee zijn band met de gehele Belgische Kerk benadrukken.
André-Jozef Léonard nam de zetel van Mechelen-Brussel op 27 februari 2010 officieel in bezit tijdens een pontificale hoogmis in de Sint-Romboutskathedraal van Mechelen in aanwezigheid van alle Belgische bisschoppen, de apostolische nuntius voor België, aartsbisschop Berloco, premier Leterme, de ministers van Justitie en Defensie, respectievelijk Stefaan De Clerck en Pieter De Crem, Vlaams minister-president Peeters en de Mechelse burgemeester, Bart Somers. In zijn homilie verwees de nieuwe aartsbisschop naar de recente ontploffing in Luik en de treinramp in Buizingen: "De vraag stelt zich waar God was op die vreselijke momenten. Hij was daar, te midden van alle ellende, zoals hij overal is waar mensen de kreet slaken die Jezus sloeg: 'Mijn God, mijn God, waarom hebt Gij mij verlaten?'" Diezelfde dag maakte bisschop Léonard een persoonlijke bedevaart naar de Onze-Lieve-Vrouwbasiliek van Hanswijk om er te bidden. Volgens een interview met Karl-Josef Rauber, de oud-nuntius in België, in het katholieke tijdschrift Il Regno, was het besluit om André Léonard aan te stellen tot aartsbisschop van Mechelen-Brussel een persoonlijke keuze van Benedictus XVI.
In 2010 overlegde hij met zijn Nederlandse collega-bisschoppen over een mogelijke terugkeer naar België van Vlaamse priesters die uitgeweken waren naar Nederland vanwege het onduidelijke kerkbeeld dat volgens hen tijdens het primaatschap van kardinaal Danneels was ontstaan.
In mei 2010 leidde hij de Belgische bisschoppenconferentie bij het Ad Liminabezoek in Rome.
Op 29 juni 2010 legde paus Benedictus XVI tijdens een plechtigheid in de Sint-Pietersbasiliek in Rome het pallium op aan monseigneur Léonard, samen met 37 andere nieuwe aartsbisschoppen.
In oktober 2010 begon hij aan een reeks pastorale bezoeken in zijn aartsbisdom. De eerste dekenaten die aan bod kwamen waren Brussel-Zuid en Brussel Noord-Oost. Op 29 oktober nam hij tijdens een plechtige Mis om 19 uur in de Brusselse Sint-Jacob-op-Koudenbergkerk bezit van zijn zetel als bisschop van het militair ordinariaat.
Op Allerheiligendag 2010 wierp een jongeman in de Brusselse kathedraal aartsbisschop Léonard tijdens een gebedsdienst van Pro Sanctitate, een Franstalige kerkelijke lekenvereniging, een taart in het aangezicht. De dader vluchtte daarna de kathedraal uit. Léonard, die ongedeerd bleef, zou na het voorval gegrapt hebben dat het ‘best lekkere taart’ was. De avond ervoor waren gelovigen uit het hele bisdom samengekomen om tijdens de Allerheiligenmis in de Sint-Sulpitiuskerk in Diest de eucharistie te vieren terwijl de monseigneur voorging in de dienst. Op 5 april 2011 kreeg hij vier taarten in het gezicht op de campus in Louvain-la-Neuve. De actie werd georganiseerd door een studentenvereniging, en de dader verklaarde dat Léonard het "verdient" "voor alle homo's die het niet durven te zeggen thuis en voor alle meisjes die abortus willen plegen".
Op 3 november 2010, daags na het ontslag van zijn woordvoerder Jürgen Mettepenningen, gaf de kerkleider in een open brief zelf tekst en uitleg aan de media en critici over enkele van zijn uitspraken die in de voorbije weken in het nieuws waren gebracht. Léonard gaf aan dat men hem onjuist en onvolledig had geciteerd en hem zaken in de mond wou leggen die hij nooit had uitgesproken.
De volgende dag, 4 november 2010, bereidde de aartsbisschop met de overige Belgische bisschoppen in Brussel de aanstaande conferentie van 18 november voor. Kanunnik Cosijns gaf aan dat een periode van stilte zou aangehouden worden tot Kerstmis. De agenda van de aartsbisschop werd niet gepubliceerd. In diezelfde maand vertrouwde hij aan de Petrusbroederschap een nieuw apostolaat toe voor de Brusselse gelovigen die gehecht zijn aan de buitengewone vorm van de Romeinse ritus. Ter gelegenheid van het begin van dit apostolaat ging hij op 30 januari 2011 voor in de Brusselse Miniemenkerk in een Pontificale Mis volgens de Tridentijnse ritus, gericht naar het oosten en in het Latijn, samen met de algemeen overste John Berg. Het was de eerste keer in 40 jaar dat een Belgische aartsbisschop een Mis opdroeg in deze ritus.
In januari 2011 werd André Léonard door paus Benedictus XVI benoemd tot lid van de Pauselijke Raad voor de Bevordering van de Nieuwe Evangelisatie. Deze raad werd in oktober 2010 opgericht om de ontkerkelijking in verschillende westerse landen te keren.

### Aartsbisschop-emeritus
Nadat hij op 5 mei 2015 de leeftijd van 75 jaar had bereikt, bood hij zijn ontslag aan. Op 6 november 2015 werd de toenmalige bisschop van Brugge, Jozef De Kesel, tot zijn opvolger benoemd. Léonard bleef echter nog het aartsbisdom besturen tot op 12 december 2015, de datum waarop hij definitief afscheid nam.
Hij trok zich vervolgens terug in de pastorie van Savines-le-Lac in de Franse Alpen en bleef aldaar actief in allerlei pastorale activiteiten, onder meer als kapelaan in het heiligdom en bedevaartsoord van Notre-Dame-du-Laus.

## Hulpbisschoppen
Op 22 februari 2011 werden drie hulpbisschoppen benoemd voor het aartsbisdom Mechelen-Brussel:
- Leon Lemmens (1954-2017), was titelvoerend bisschop van Municipa (Algerije), voor het vicariaat Vlaams-Brabant en Mechelen.
- Jean Kockerols (toen 52 jaar), deken van Brussel-Zuid en directeur van het ‘Centre d’Etudes pastorales’, titelvoerend bisschop van Ieper, voor het vicariaat Brussel.
- Jean-Luc Hudsyn (toen 63 jaar), bisschoppelijk vicaris in Waals-Brabant, titelvoerend bisschop van Apt (bij Marseille), voor het vicariaat Waals-Brabant.

Het gaat, naar de woorden van Léonard, om drie mannen die zich ‘in het midden van het kerkspectrum’ bevinden.

## Standpunten en acties
Op het vlak van de theologie plaatst André Léonard zich in het verlengde van het Tweede Vaticaans Concilie en het pontificaat van paus Johannes-Paulus II, waarover hij zei dat "hun erfenis niet achter ons staat, maar vóór ons, zoals een programmaverklaring". 
Theologisch zegt hij beïnvloed te zijn door Karl Rahner, Henri de Lubac en Hans Urs von Balthasar.
Over zijn voorganger, kardinaal Danneels, zei hij: 'Wij delen dezelfde overtuiging over het wezenlijke, maar hanteren onvermijdelijk een andere stijl. Ik voel me eensgezind met wat hij doet. Ik vind de laatste jaren dat de kardinaal vuriger en spontaner uit de hoek komt. Vaak is hij eerder gereserveerd maar de vreugde die hij bijvoorbeeld uitstraalde op het evenement "Brussel-Allerheiligen" vond ik een bemoediging voor ons allemaal. Ik was ook blij voor hem.'
Léonard schuwt het debat en de media niet. Zo verleende hij in de jaren 90 als toenmalig bisschop van Namen zijn medewerking aan het RTBF-programma Strip-Tease, dat fragmenten toonde uit zijn dagelijks leven: in het zwembad terwijl hij baantjes trok, en in zijn pyjama terwijl hij een boek las in bed. Ten tijde van de kerkbezettingen in 2006 liet hij een tiental mensen zonder papieren in zijn bisschoppelijk paleis logeren.

### Belgische politieke crisis in 2007 en 2008
De bisschop schreef op 9 juli 2008 in zijn editoriaal op de website van het bisdom Namen en in diezelfde maand in de Nederlandse krant Katholiek Nieuwsblad dat de Franstaligen moeten afstappen van hun superioriteitscomplex. Hij schreef:
Als de Franstaligen, die spontaan meer aan de eenheid van België gehecht zijn dan de Vlamingen, willen dat België blijft bestaan, volstaat het niet Belgische vlaggen in de straten te hangen. Ze moeten afstand nemen van hun linguïstieke superioriteitscomplex. Elk volgens eigen sociale rol moeten ze de taal en de cultuur van hun noorderburen leren kennen en ervan leren houden. Dat is de prijs die betaald moet worden wat persoonlijke verantwoordelijkheid betreft, als ze willen dat België een toekomst heeft.
Ook noteerde hij:
Vaak voelen de Franstalige Belgen de Vlaamse eisen aan als agressie. Zonder me uit te spreken op politiek vlak nodig ik hen echter uit om nooit te vergeten dat Vlaanderen gedurende eeuwen heeft moeten vechten om zijn taal en cultuur gerespecteerd te krijgen. Lange tijd was Vlaanderen het slachtoffer van de Franstalige arrogantie. En de Belgische Staat, ontstaan in 1830-1831, droeg gedurende een eeuw bij tot de actieve verfransing van Vlaanderen. Nu het de welvarendste regio van het land geworden is, wil Vlaanderen duidelijk zijn culturele eigenheid en taalkundige autonomie bevestigen.
Verder schrijft bisschop Léonard dat hij niet denkt dat België zal uiteenvallen, omdat het "realisme ons oplegt samen te blijven: Vlamingen, Brusselaars, Walen en Duitstaligen. Als het al maanden vergt te onderhandelen over het vormen van een regering, hoeveel jaren zal het dan vragen om de problemen op te lossen die zich stellen bij het splitsen van het land: het statuut van Brussel, het lot van de monarchie, zonder de ontelbare juridische en fiscale problemen te vergeten. . . Wij zullen samen blijven".

### Burgerlijk hertrouwden
Léonard erkent de bijzondere problematiek van burgerlijk hertrouwden:
Ook al zorgt een mislukt huwelijk vaak voor veel verdriet, de problematiek van hertrouwde gescheiden mensen is zo mogelijk nog pijnlijker. Wat ook de subjectieve redenen zijn (soms zo begrijpelijk) die hen ertoe gebracht hebben om burgerlijk een nieuwe verbintenis aan te gaan, het blijft zo dat hun situatie objectief gezien de onverbreekbaarheid tegenspreekt van het door Christus gewilde verbond. In het spoor van de evangelische barmhartigheid nodigt de Kerk niettemin uit om hertrouwde gescheiden mensen te helpen en hen te omringen met veel liefde, zodat ze zich niet door de Kerk verlaten zouden weten. (...) De Kerk kent haar kinderen. Zij is er zich terdege van bewust dat de subjectieve overwegingen van gescheiden hertrouwden zeer waardevol kunnen zijn, zelfs edelmoediger dan deze van sommige andere koppels (...) Het spreekt voor zich dat in een verhelderend gesprek over deze onderwerpen met betrokken mensen een grenzeloos respect en veel zachtaardigheid aan de dag moet worden gelegd en de nodige tijd moet worden uitgetrokken, zodat het woord van de Heer niet wordt geloochend: ‘Kom allen naar Mij toe die afgemat en belast zijn, en Ik zal u rust geven. Neem mijn juk op en kom bij Mij in de leer, omdat Ik zachtmoedig ben en eenvoudig van hart, en u zult rust vinden voor uw ziel’ (Mt. 11, 28- 29).
Burgerlijk hertrouwden, zo stelt Léonard, zijn niet geëxcommuniceerd en verstoken van de genade:
Wil dit dan zeggen dat aan hertrouwde gescheiden mensen de genade van de Heer ontzegd wordt? Op geen enkele wijze. De eucharistische communie is de gebruikelijke manier om hier op aarde deel te hebben aan Jezus’ liefde voor ons. Maar God is niet de gevangene van de sacramenten van Zijn liefde. Er zijn ook andere manieren om te delen in de liefde van de gekruisigde Heer en te participeren aan de vrucht van zijn leven. Hertrouwde gescheiden mensen worden uitgenodigd tot deze deelname, door juist niet aan de communie deel te nemen. Tot deze christenen, vaak diep getroffen door het mislukken van hun eerste huwelijk, zegt Jezus: ‘Jij, mijn broeder, jij, mijn zuster, zal door de onthouding van de communie deelhebben aan mijn kruis en mijn verrijzenis. Aanvaard deze pijn uit liefde voor Mij en uit respect voor mijn liefdesverbond, en Ik, uw Heer en uw God, zal wel de middelen vinden om u te troosten en u op een andere manier vreugde te schenken. Vertrouw op Mij en mijn Kerk. (Mt. 11, 28- 29).
In zijn boek 'Gesprekken', een serie interviews met Louis Mathoux en Dominique Minten uit 2010, zegt de aartsbisschop zich te kunnen voorstellen dat de huidige kerkelijke discipline, waarbij hertrouwde katholieken niet tot de communie kunnen worden toegelaten, in een (verre) toekomst in bepaalde omstandigheden zou kunnen worden versoepeld:
Ik hoop dat er onder bepaalde voorwaarden een versoepeling mag komen van de huidige kerkelijke discipline, maar dan zouden de perceptie van het sacramentele huwelijk en de benadering van de grootsheid en schoonheid van de eucharistie nieuw en sterk elan moeten krijgen en dat is momenteel niet het geval. Pas dan zou men zich kunnen voorstellen dat er in bepaalde omstandigheden een versoepeling zou zijn voor mensen die uit de echt gescheiden zijn en opnieuw gehuwd zijn en die een weg van bekering en berouw zijn gegaan.

### Verantwoord ouderschap
Léonard volgt de leer van de Kerk waar het gaat om contraceptie en verantwoord ouderschap en wijst tevens op de vele misvattingen over het standpunt van de Kerk op dit vlak:
Van de standpunten van de Kerk op dit vlak heeft men vaak een karikatuur gemaakt. Alsof ze echtgenoten zou aanraden om het grootst mogelijk aantal kinderen te krijgen dat biologisch haalbaar is voor het koppel! Niets is minder waar. De Kerk nodigt uiteraard uit tot een edelmoedige vruchtbaarheid, maar wel gecontroleerd (...)
Hij wijst op de noodsituaties die er kunnen bestaan:
Resten nog de noodsituaties. Ik denk hier in het bijzonder aan vrouwen die het slachtoffer zijn van een onverantwoordelijke echtgenoot (alcoholist, losbandig) die hen niet respecteert en die er, omwille van het genot, niet voor terugdeinst hen een zwangerschap te bezorgen die duidelijk niet gewenst is. In deze gevallen is het wel duidelijk dat de vrouw zich, als ik de uitdrukking mag gebruiken, in een staat van wettige zelfverdediging bevindt, en dat contraceptie haar rechtmatige vrijheid kan en moet garanderen. Eigenlijk gaat het in dit geval niet langer over contraceptie, want deze laat zich niet louter definiëren als het innemen van een pil, maar ook als het vrijwillig loskoppelen van de band tussen seksuele liefde en openheid voor het leven.

### De plaats van vrouwen in de kerk
Léonard is een tegenstander van het wijden van vrouwelijke priesters. Wel is hij van mening dat de Kerk de rol van vrouwen soms te weinig op waarde schat. Tijdens de bisschoppensynode in 2012 over de nieuwe evangelisatie in Rome stelde hij dat de Kerk vrouwen meer waardering moet geven en meer moet betrekken bij haar missionaire activiteiten. Vele vrouwen voelen zich gediscrimineerd, aldus Léonard. 'Laten we dankbaar zijn voor de kwaliteit en het bijzondere van de bijdrage van vrouwen aan de evangelisatie.' De Kerk moet de waardering voor vrouwen met "sterke gebaren" tot uitdrukking brengen. 'Zonder gelukkige vrouwen, die in hun wezen erkend worden en trots zijn tot de Kerk te behoren, zal er geen nieuwe evangelisatie zijn.'

### Vaticanum II
Tijdens een dankviering naar aanleiding van de 50e verjaardag van de opening van het Tweede Vaticaans Concilie in de Sint-Michiels- en Sint-Goedelekathedraal sprak Léonard zich uit tegen de mening van de integristen, zoals het Pius X-broederschap, die menen dat Vaticanum II een breuk betekende met de katholieke traditie: 'ze hebben volledig ongelijk. Voor vandaag, net als voor 50 jaar geleden, vormt het Concilie in zijn teksten en in zijn geest een krachtige en volkomen evenwichtige inspiratie'.

### Liturgie
Vanaf september 2010 schreef aartsbisschop Léonard in het kader van het pastoraal werkjaar dat gewijd was aan de initiatiesacrameten een reeks van vijf artikelen in het blad Pastoralia over de "kunst van het vieren" (ars celebrandi). Hierbij richtte hij de aandacht op een aantal misvormingen in de liturgie van de eucharistieviering, die in België redelijk wijd verspreid zijn en gaf hij gevolg aan het document Redemptionis Sacramentum van de Congregatie voor de Goddelijke Eredienst en de Regeling van de Sacramenten uit 2004.

### Cultuur van het levenenseksualiteit
In 1988 schreef hij, speciaal voor jongeren, een boek over de seksuele moraal: Jésus et ton corps. La morale sexuelle expliquée aux jeunes.
Léonard maakt een verschil tussen homoseksualiteit van voorbijgaande aard en diepgewortelde homoseksualiteit. Volgens het tijdschrift Télé Moustique verklaarde de bisschop begin april 2007 in een interview dat hij aan journalist Julien Bosseler gaf dat "de homoseksuelen een blokkage hebben ontmoet in hun psychologische ontwikkeling, wat hen abnormaal maakt". Na de publicatie van het interview verklaarde de bisschop in een perscommuniqué dat hij betwijfelde of hij het woord "abnormaal" gebruikt zou hebben, maar op de geluidsband bleek later dat Léonard bevestigend had geantwoord op de vraag van de journalist of homoseksualiteit, als gedrag en tendens, een "abnormaliteit" ("abnormalité") vormt. Léonard wees er vervolgens op dat hij hiermee doelde op het homoseksueel gedrag en niet op de personen zelf. Daarmee verwees hij naar het dualisme, dat gedrag en persoon te scheiden zijn. Léonard heeft zich in zijn bisdom Namen steeds bekommerd om het contact met homoseksuele personen, die hij vaak uitgenodigd heeft. In een reactie op uitspraken van kardinaal Danneels, die pleitte voor erkenning van een wettelijke verbintenis tussen twee mannen, liet een woordvoerder namens Léonard weten dat deze geen enkel bezwaar had tegen de wettelijke verbintenis tussen homo’s. "Maar hij wil het geen huwelijk noemen", aldus de woordvoerder.
In het bovenvermelde interview verwees hij ook naar de theorie van Sigmund Freud, die spreekt over een seksualiteit die onvolledig ontwikkeld is of haar volle rijpheid nog niet bereikt heeft. Deze uitspraak lokte in België een controverse uit rond de persoon van de bisschop. Zo nam op 2 november 2010 kerkhistoricus Jürgen Mettepenningen ontslag als woordvoerder van de aartsbisschop, omdat hij het niet met diens meningen eens was. In zijn afscheidsbericht vergeleek Mettepenningen Léonard met een spookrijder die denkt dat alle anderen in de verkeerde richting rijden.
Op 28 maart 2010 nam de aartsbisschop deel aan een Mars voor het leven op het Brusselse Koningsplein. Dit was een initiatief van studenten die het er niet mee eens waren dat abortus niet meer strafbaar is in België, en in zijn eerste paashomilie als aartsbisschop in 2010 vroeg hij aandacht voor de beschermwaardigheid van het ongeboren leven.
In zijn boek Monseigneur Léonard - Entretiens avec Louis Mathoux uit 2006 wees hij op het verband tussen promiscue gedrag en aids. In een boek uit 2010, Mgr. Léonard - Gesprekken, een bundel interviews hem afgenomen door Louis Mathoux en Dominique Minten, zei hij: Men heeft ooit aan Johannes Paulus II gevraagd of aids een straf van God was. Hij heeft toen heel wijs geantwoord dat het erg moeilijk is Gods bedoelingen te kennen. Ikzelf redeneer helemaal niet in dat soort termen. Ik zie in deze epidemie dus geen straf, hoogstens een soort immanente gerechtigheid, een beetje zoals we op het ecologische vlak soms de rekening gepresenteerd krijgen voor wat we het milieu aandoen. Misschien wreekt ook de menselijke liefde zich soms als ze slecht behandeld wordt, zonder dat daarvoor een transcendente bron tussenbeide moet komen. (...) Slecht omgaan met de fysieke natuur brengt haar ertoe ons op onze beurt slecht te behandelen en slecht omgaan met de diepere aard van de menselijke liefde mondt ten slotte altijd uit in catastrofes op alle niveaus. In zijn ogen blijft homoseksualiteit "slecht omgaan met de natuur". Deze uitspraken lokten verdeelde reacties uit in België.

### Bio-ethiek
Bij dokter Philippe Caspar bestelde hij een audit over de bio-ethische praktijk aan de Université catholique de Louvain, meer bepaald over het aanwenden van embryo's. De audit droeg als titel 'Prospectieve studie over de toestand van de christelijke universiteit in de zuidelijk-Belgische Kerk'. Léonard heeft zich steeds verzet tegen embryonaal stamcelonderzoek. Hij noemt het een "gevaarlijke afleiding en voor therapeutische doeleinden zijn er andere oplossingen mogelijk die wel moreel verantwoord zijn".
In verband met deze zaak werd toenmalig bisschop Léonard eind april 2007 door de burgerlijke rechtbank van Namen veroordeeld tot betaling van een dwangsom van € 121.868 aan Caspar. Léonard heeft altijd beweerd dat de samenwerking met Caspar vrijwillig was en dat er nooit een schriftelijke overeenkomst is geweest. De arts had in 2004 meerdere rapporten opgesteld in het kader van een auditopdracht die was aangevraagd door monseigneur Léonard, zonder dat hij hiervoor betaald werd. Intussen is deze zaak alsnog in der minne geregeld.

### Islam
Op de vraag of God en Allah dezelfde zijn antwoordde Léonard: 'Op metafysiek vlak zeker. Maar er is een enorm verschil in benadering. Allah is zo transcendent dat hij niets te maken heeft met de wereld. Kenmerkend voor het christendom en het jodendom is dat God zo vrij is, zo transcendent dat hij zich toch aanwezig stelt in de wereld en in de geschiedenis.' Over de islam zei hij nog: 'In zijn radicale en fanatieke vorm kan de islam een gevaar vormen. Maar bij het promoten van bepaalde morele normen kan hij ongetwijfeld een bondgenoot zijn, net zoals het jodendom, het boeddhisme of zelfs het atheïsme. Een positief gevolg van de groeiende aanwezigheid van de islam is dat de Europeanen zich opnieuw sterker bewust worden van hun christelijke identiteit. Dat hoeft niet tot een confrontatie te leiden, maar hopelijk wel tot een grotere profilering van onze kant'. Verder zei hij: 'Het zou de islam helpen als filologen ook hun teksten kritisch benaderden. Ik hoop dat de dag komt dat er in de islam weer plaats is voor filosofie, filologie en tekstkritiek. Dat is in het verleden zo geweest, je mag de bijdrage van de islam aan het Westerse denken niet onderschatten.'

### Pedofilieschandalen in de Kerk
In Léonards paashomilie in de Mechelse Sint-Romboutskathedraal van 2010 verontschuldigde hij zich voor de pedofiele handelingen van kerkelijke gezagsdragers:
Gedurende verschillende decennia heeft de Kerk, net als andere instituties, het probleem van pedofilie in haar midden niet voldoende diep ingeschat. Door een schuldig stilzwijgen heeft men vaak de voorkeur gegeven aan de reputatie van sommige kerkleiders in plaats van aan de door hen misbruikte kinderen. Ook hier moeten we, door de waarheid onder ogen te zien, hen die vreselijk mishandeld werden in hun waardigheid herstellen.
Een paar weken later werd hij geconfronteerd met het plotse ontslag van bisschop Roger Vangheluwe, aangeklaagd door een neef en slachtoffer van vroegere seksuele handelingen. Léonard bood het hoofd, tijdens een moeilijke persconferentie.
Later werd hij ervan beschuldigd, in zijn functie van bisschop te Namen, een voor pedofilie veroordeelde man die beweerde het seksueel slachtoffer te zijn geweest van een priester in de jaren 50, te hebben verwezen naar de op dat ogenblik daartoe bevoegde kerkelijke dienst en niet naar het parket. Hij twijfelde aan de geldigheid van de klacht, en bovendien zou het jammerlijke feit, zelfs als het al waar was, verjaard zijn. In 2015 werd hij door een burgerlijke rechtbank in beroep veroordeeld vanwege passiviteit in deze zaak.
Op 20 oktober 2010 besliste hij, samen met de Belgische bisschoppenconferentie en de hogere oversten van de religieuzen in België, geen nieuw centrum op te richten ter opvolging van de commissie Adriaenssens omdat het bepalen van de waarheid van een melding en van de gevolgen van de feiten toekomt aan de rechterlijke macht. In een interview, te zien in de serie Godvergeten, gaf de kardinaal als zijn mening dat pedofiele priesters die met pensioen waren gegaan, niet langer vervolgd moesten worden voor mogelijk misbruik.

### Eerherstel Priester Daens
108 jaar na zijn overlijden, op 6 juni 2015, kreeg Daens eerherstel van kerkelijke zijde. Monseigneur André-Joseph Léonard, aartsbisschop van Mechelen-Brussel, ging voor in de jaarlijkse mis ter herdenking van Daens. Later op de dag legde hij bloemen op zijn graf.
Hij zei onder andere: Ik ben hier vandaag voor eerherstel. Spijtig genoeg werd priester Daens niet ondersteund door de bisschop en de aartsbisschop. Ze hebben hem niet geholpen maar veroordeeld. Hadden ze hem begeleid, wat een kans was dat geweest voor het geloof in de streek. Vandaar dat ik hier vandaag ben als aartsbisschop om Daens in ere te herstellen. Beter laat dan nooit. In zijn strijd voor het arme volk behield hij altijd zijn geloof en is hij trouw gebleven aan de leer van de Kerk. De priester voerde een goede strijd voor de arbeiders, die schandelijk werden uitgebuit. Ze werden blootgesteld aan de misbruiken van hun bazen en aan de arrogantie van hun volksvertegenwoordigers, die hun taal – het Vlaams – misprezen.

### Sint-Franciscus van Assisi
Hij sprak zijn reserves uit over het franciscanisme, meer bepaald wat betreft aspecten van de liefde voor de schepping (natuur), schepselen (dieren), sterren en elementen van de natuur (zon, wind etc.) en meer in het algemeen ecologie in het weekblad Le Vif in 2014. Hij baseerde het milieubewustzijn en de ecologie op andere principes.

## Publicaties
- La foi chez Hegel, Parijs, Desclée, 1970
- Commentaire littéral de la Logique de Hegel, Parijs, Vrin, 1974
- Pensées des Hommes et Foi en Jésus-Christ. Pour un discernement intellectuel chrétien, Paris, 1980 (Prix des "Scriptores Christiani")
- Les raisons de croire, Editions Communio Fayard, 1987
- Jésus et ton corps. La morale sexuelle expliquée aux jeunes, Parijs, Mame, 1988; Je lichaam om lief te hebben. De seksuele moraal uitgelegd aan jongeren, Uitgeverij Betsaida, 's-Hertogenbosch, 2016, ISBN 9789491991257
- Cohérence de la foi. Essai de théologie fondamentale, Parijs, Desclée, 1989
- Bilan d'une visite pastorale du diocèse de Namur (1991 - 1996)
- Je suis le Chemin, la Vérité et la Vie, Parijs, Ed. de l’Emmanuel, 1997
- Père, que ton règne vienne, Parijs, Ed. de l’Emmanuel, 1998
- Foi et philosophies. Guide pour un discernement chrétien, Brussel, Éd. Lessius, 2001
- L'évêque et le fou (met Henry Haas), Parijs, Le Sarment, 2001
- L'Église, Marie et la femme, Quebec, Anne Sigier, 2002
- Dieu exauce-t-il nos prières ?, Parijs, Éd. de l'Emmanuel, 2003, 79 p.
- La mort et son au-delà , Parijs, Presses de la Renaissance, 2004, 221 p.
- Pastorale et catéchèse des sacrements. Impasses et perspectives, Quebec, A. Sigier, 2005, 77 p.
- Métaphysique de l’être. Essai de philosophie fondamentale, Parijs, Les Éditions du Cerf, 2006, 448 p.
- Catholique... que du bonheur (met Henri Haas), Parijs, Sarment, 2007
- Les raisons d'espérer, Parijs, Presses de la Renaissance, 2008
- Agir en chrétien dans sa vie et dans le monde, Namen, Éd. Fidélité, 2011
- Handelen als christen in leven en wereld, Halewijn, 2011, ISBN 9789085282129
- La Divine Tragédie. Libre parcours dans la foi chrétienne, Namen, Éd. Fidélité, 2012
- Prêtre et saint, Parijs, Éditions de l’Emmanuel, 2014
- L’Église au féminin. De la place de la femme dans l’Église, Éditions des Béatitudes, 2014
- Un évêque dans le siècle (met Drieu Godefridi), Brussel, Éditions du CEP, 2016
- Bonjour, Espérance ! (met Henry Haas), Parijs, Via Romana, 2017
- Et Dieu dans tout ça ? Petit manuel pour comprendre le monde tel qu’il est, Parijs, Artège, 2018